# Conardia
Conardia là một chi rêu trong họ Amblystegiaceae.